# رحیم‌زاده (جماعت)
رحیم‌زاده  جماعت و شهرکی در کشور تاجیکستان است که در ناحیهٔ رشت ناحیه‌های تابع جمهوری قرار دارد. جمعیت این جماعت ۶۶۵۱ است.